# Vurnik
Vurnik je priimek več znanih Slovencev:
- Barbara Sterle Vurnik, umetnostna zgodovinarka, kustosinja/muzealka
- Blaž Vurnik (*1974), zgodovinar, kustos
- France Vurnik (1933−2023), novinar, pesnik in prevajalec, publicist
- Helena Vurnik (1882−1962), slikarka
- Ivan Vurnik (1884−1971), arhitekt, univ. profesor
- Janez Vurnik (1819−1889), podobar in kipar
- Janez Vurnik (1849−1911), kipar
- Matej Vurnik (1866−1948), skladatelj
- Milena Perušek por. Vurnik (1893–1978), fitopatologinja
- Mira Vurnik Žumer (1916−1998), rentgenologinja, prof. MF
- Rafaela Vurnik (1898−1983), redovnica in misijonarka
- Stanko Vurnik (1898−1932), umetnostni zgodovinar, etnolog in muzikolog